# Леонор Гевеслер
Леонор Гевеслер (на немски: Leonore Gewessler) е австрийска политичка от партия „Зелените – Зелена алтернатива“ и бивша екоактивистка. От 2014 до 2019 г. е била главен изпълнителен директор на еколожката организация Global 2000. От януари 2020 г. е министър по опазването на климата, околната среда, енергетиката, мобилността, иновациите и технологиите на Австрия (във второто правителство на Себастиан Курц, правителството на Александер Шаленберг и правителството на Карл Нехамер).

## Биография
Родена е на 15 септември 1977 г. в Грац, Австрия. Завършва основно образование в училището в Санкт Марейн близо до Грац и учи Федералната гимназия по икономика в Грац. Получава бакалавърска степен по политически науки с фокус върху международното развитие във Виенския университет. Постъпва на работа като офис мениджър на областния съвет в окръг Нойбау (седми окръг на Виена). Там тя се занимава с устойчиво градско развитие и гражданско участие. През 2008 г. основава Зелената европейска фондация (GEF) в Брюксел (политическа фондация на ЕС, финансирана от Европейския парламент), на която е директор до 2014 г.
През юни 2014 г. започва работа в организацията за опазване на околната среда Global 2000 във Виена и като политически главен изпълнителен директор е до 2019 г. Тя отговаря за областите на кампаниите, устойчивостта и връзките с обществеността. Бори се за запазването на конституционната разпоредба за всеобхватна защита на околната среда и призовава за селскостопанска политика, която да отдалечи в Австрия и Европа от зависимостта от химично-синтетични пръскания. Била е ръководител на европейската гражданска инициатива Stop Glyphosate (за спиране на използването на глифозат). Взима участие в протести срещу производството на електроенергия от въглища в Австрия и срещу атомната електроцентрала „Моховце“ в Словакия. През 2017 г. тя и Global 2000 подкрепят петицията срещу търговските споразумения CETA и ТПТИ, която е подписана от 562 552 граждани на Австрия.
Била е член на консултативния съвет на Зелената образователна работилница в Австрия и член на общото събрание на фондация „Хайнрих Бьол“ в Германия (2009 – 2018). Работила е и за международната неправителствена организация „Приятели на Земята“ за Европа. Поради несъвместимостта на политическа длъжност с роля в Global 2000 тя се разделя с организацията за защита на околната среда в средата на юни 2019 г.
На парламентарните избори в Австрия през 2019 г. тя е избрана за депутат от листата на „Зелените – Зелена алтернатива“ в Националния съвет на Австрия, след като е втора в листата от федерална провинция Горна Австрия. През същата година тя е част от екипа за проучване и преговори на „Зелените“ при формирането на правителство в Австрия с Австрийската народна партия. На 7 януари 2020 г. полага клетва като федерален министър на транспорта, иновациите и технологиите във второто правителство на Себастиан Курц. След като планираните промени в отговорностите в Закона за федералните министерства от 1986 г. се прилагат от тюркоазено-зеленото правителство, тя отново полага клетва като федерален министър по опазването на климата, околната среда, енергетиката, мобилността, иновациите и технологиите на 29 януари. На 24 юни 2022 г. е избрана за нов заместник на федералния говорител Вернер Коглер в разширения федерален изпълнителен съвет на „Зелените“, като наследява тази позиция от Нина Томазели.
Леонор Гевеслер заявява намеренията си да намали зависимостта на Австрия от руския газ. През август 2023 г. като министър тя успява да отчете най-ниските емисии на парникови газове от началото на изчисленията им през 1990 г.